# هيروشي هاتانو
هيروشي هاتانو (باليابانية: 波夛野 寛) (22 ديسمبر 1984 في كيوتو في اليابان – )؛ هو لاعب كرة قدم ياباني سابق كان يلعب كمدافع.

## وصلات خارجية
- هيروشي هاتانو على موقع رابطة كرة القدم اليابانية للمحترفين (اليابانية)
- هيروشي هاتانو على موقع قاعدة بيانات كرة القدم.إي يو (الإنجليزية)
- هيروشي هاتانو على موقع Soccerway.com (الإنجليزية)